# Исторический парк Суён
Исторический парк Суён (кор. 수영사적공원 Суён саджок конвон) — парк в Суёндоне района Суён города-метрополиса Пусан, Республика Корея. Территория парка — крепость Чвасуёнсон, военно-морская база левой частью флота провинции Кёнсандо периода королевства Чосон.

## Объекты парка
В парке находятся:
- Развалины крепости Чвасуёнсон
- Южные ворота крепости Суёнсон
- Алтарь 25 героев
- Чёрная сосна в Суёндоне в Пусане
- Афананта шероховатая в Суёндоне в Пусане
- Святилище генерала Ан Ёнбока
- Культурно-искусственный центр Суён